# وحيد العبد الله
وحيد العبد الله ممثل سعودي، كانت بدايته في عام 1426هـ مع مسرحية الأطفال «المليونير الصغير».

## أعماله

### مسلسلات
- طاش ما طاش
- غشمشم (1،2)
- سكتم بكتم
- بيني وبينك (1،2)
- شباب البومب
- خميس بن جمعة
- سيلفي (1، 2، 3)
- واي فاي (ج4)
- مسلسل بينق
- مسلسل أصعب قرار
- ديليفري

### مسرحيات
- مسرحية المليونير الصغير
- مسرحية طاق طاقيه
- مسرحية عودة مصعه
- مسرحية فاصل ونواصل
- مسرحية حاسب وشايب
- مسرحية شباب البومب
- مسرحية سعودي قوتالنت
- مسرحية شعلننا الدوري
- مسرحية قيس ودميه

- مهرجان ساحة الدوح